# Skrytá čísla
Skrytá čísla (v anglickém originále Hidden Figures) je americké filmové drama z roku 2016. Režie snímku se ujal Theodore Melfi. Ve snímku hrají hlavní role Taraji P. Henson, Octavia Spencerová, Janelle Monáe, Kevin Costner, Kirsten Dunstová, Jim Parsons, Glen Powell a Mahershala Ali.
Film byl do kin oficiálně uveden 25. prosince 2016. V České republice měl premiéru 26. března 2017. Film byl uveden v žebříčku nejlepších deseti filmů roku 2016 organizací National Board of Review a získal několik nominací, včetně tří na Oscara za nejlepší film, nejlepší adaptovaný scénář a nejlepší herečka ve vedlejší roli pro Octavii Spencerovou a dvou na Zlaté glóbusy v kategoriích nejlepší herečka ve vedlejší roli (Spencerová) a nejlepší hudbu.

## Obsazení
| Taraji P. Henson   | Katherine Johnson      |
| Octavia Spencerová | Dorothy Vaughan        |
| Janelle Monáe      | Mary Jackson           |
| Kevin Costner      | Al Harrison            |
| Kirsten Dunstová   | Vivian Jackson         |
| Jim Parsons        | Paul Stafford          |
| Glen Powell        | John Glenn             |
| Mahershala Ali     | Jim Johnson            |
| Karan Kendrick     | Joylette Coleman       |
| Rhoda Griffis      | knihovnice             |
| Maria Howell       | paní Summer            |
| Aldis Hodge        | Levi Jackson           |
| Paige Nicollette   | Eunice Smith           |
| Gary Weeks         | reportér na konferenci |
| Saniyya Sidney     | Constance Johnson      |

## Produkce
9. července 2015 bylo oznámeno, že producentka Donna Gigliotti získala práva na knihu Margot Lee Shetterly Hidden Figures o skupině afroamerických matematiček, které pomáhají NASA se závodem mezi Spojenými státy a Sovětským svazem, kdo dřív vyšle člověka do vesmíru. Fox 2000 Pictures získala filmová práva a Theodore Melfi se stal režisérem. Při obsazování se mluvilo o herečkách jako Oprah Winfreyová, Viola Davis, Octavia Spencerová a Taraji P. Henson, V únoru 2016 Fox podepsal smlouvu na roli matematičky Katherine Goble Johnson s Taraji P. Henson. 17. února byla do role Dorothy Vaughan vybraná Octavia Spencerová a zpěvačka Janelle Monáe podepsala smlouvu na roli matematičky Mary Jackson. Později v únoru byla oznámeno připojení Kirsten Dunstové, Glena Powella a Mahershalu Aliho. Natáčení snímku začalo v březnu 2016. 1. dubna byla do role inženýra Paula Stafforda obsazen Jim Parsons. V dubnu 2016 se k filmu připojil Pharrell Williams jako producent.

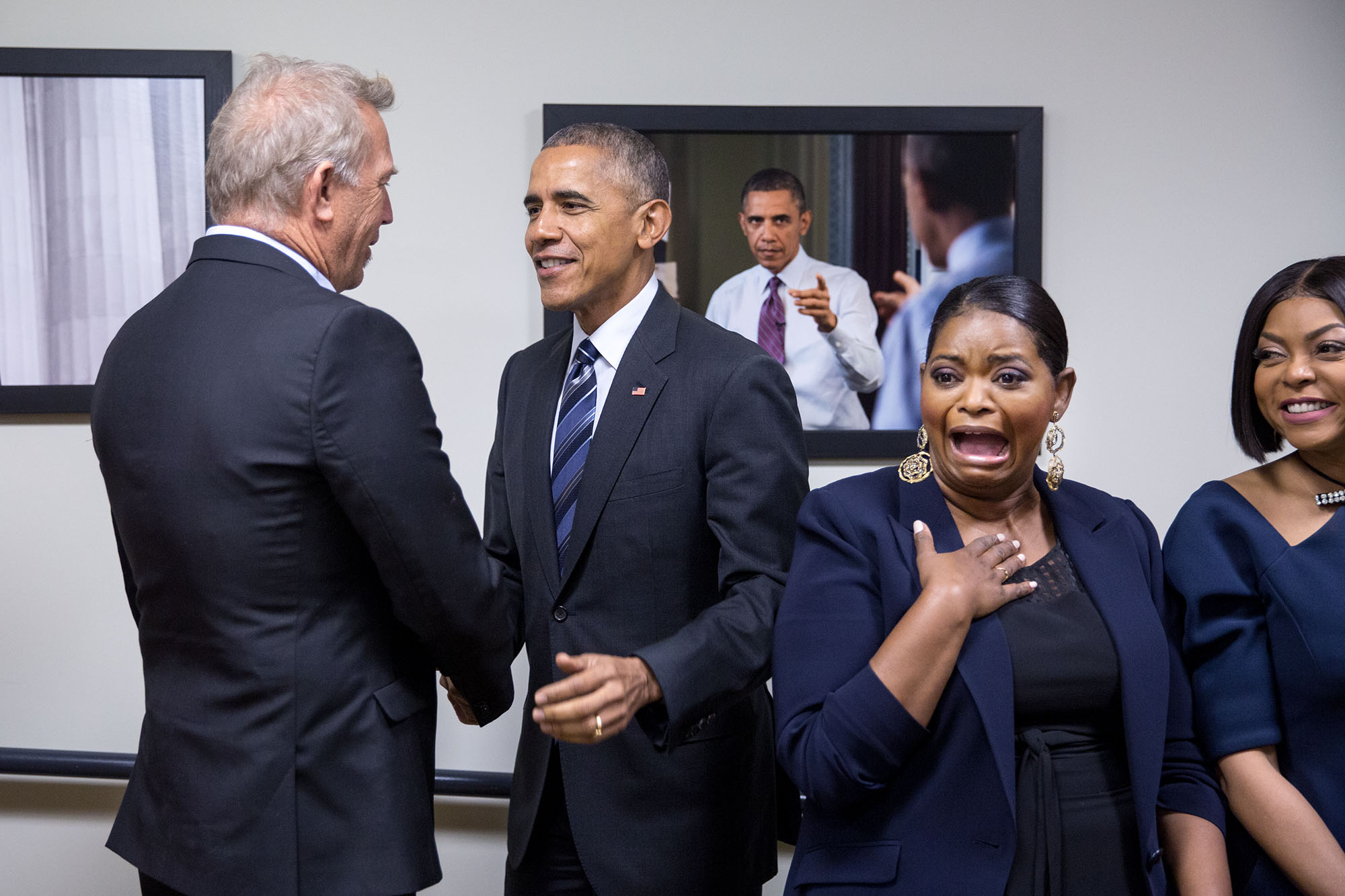
44. prezident Spojených států amerických Barack Obama, Kevin Costner, Octavia Spencerová a Taraji P. Henson při promítání filmu ve Washingtonu, D.C.

## Vydání
Premiéra filmu proběhla 10. prosince 2016 v School of Visual Arts v USA. Film se limitovaně promítal od 25. prosince 2016, do více kin byl propuštěn 6. ledna 2017. V České republice měl premiéru 26. března 2017.

### Tržby
Během limitovaného promítání byl snímek promítán ve 25 kinech, k 5. lednu 2017 vydělal 3 miliony dolarů. V Severní Americe došlo k rozšíření do více kin, společně s filmem Underworld: Krvavé války a s rozšířením filmů Lion a Volání netvora: Příběh života. Za čtvrteční premiérový večer snímek vydělal 1,2 milionů dolarů, za první den 7,6 milionů dolarů. Za první víkend docílil druhé nejvyšší návštěvnosti, kdy vydělal 21,8 milionů dolarů. Na první místě se umístil film Rogue One: Star Wars Story (22 milionů dolar). Za druhý víkend snímek získal 20,5 milionů dolarů a stal se nejnavštěvovanějším filmem týdne.

### Recenze
Film získal pozitivní recenze od kritiků. Na recenzní stránce Rotten Tomatoes získal ze 158 započtených recenzí 92 procent s průměrným ratingem 7,6 bodů z deseti. Na serveru Metacritic snímek získal z 43 recenzí 74 bodů ze sta. Na Česko-Slovenské filmové databázi snímek získal 80%.

## Ocenění
| Ocenění                                      | Datum ceremoniálu  | Kategorie                                     | Nominovaný                                                                        | Výsledek  |
| -------------------------------------------- | ------------------ | --------------------------------------------- | --------------------------------------------------------------------------------- | --------- |
| AARP Annual Movies for Grownups Awards       | 6. února 2017      | Nejlepší časová schránka                      | Skrytá čísla                                                                      | nominace  |
| AARP Annual Movies for Grownups Awards       | 6. února 2017      | Nejlepší herec ve vedlejší roli               | Kevin Costner                                                                     | nominace  |
| African-American Film Critics Association    | 8. února 2017      | Nejlepší obsazení                             | Skrytá čísla                                                                      | vítězství |
| African-American Film Critics Association    | 8. února 2017      | Průlomové vystoupení                          | Janelle Monáe (také za Moonlight)                                                 | vítězství |
| African-American Film Critics Association    | 8. února 2017      | Nejlepší písnička                             | „Victory“                                                                         | vítězství |
| African-American Film Critics Association    | 8. února 2017      | Nejlepších deset filmů                        | Skrytá čísla                                                                      | 3. místo  |
| Alliance of Women Film Journalists           | 21. prosince 2016  | Nejlepší herečka ve vedlejší roli             | Octavia Spencerová                                                                | nominace  |
| Alliance of Women Film Journalists           | 21. prosince 2016  | Objev roku                                    | Janelle Monáe                                                                     | nominace  |
| Art Directors Guild Awards                   | 11. února 2017     | Nejlepší produkční design v periodickém filmu | Wynn Thomas                                                                       | vítězství |
| BET Awards                                   | 25. června 2017    | Nejlepší film                                 | Skrytá čísla                                                                      | vítězství |
| BET Awards                                   | 25. června 2017    | Nejlepší herečka v hlavní roli                | Taraji P. Henson                                                                  | vítězství |
| BET Awards                                   | 25. června 2017    | Nejlepší herečka ve vedlejší roli             | Janelle Monáe                                                                     | nominace  |
| Black Reel Awards                            | 16. února 2016     | Nejlepší herečka v hlavní roli                | Taraji P. Henson                                                                  | nominace  |
| Black Reel Awards                            | 16. února 2016     | Nejlepší herečka ve vedlejší roli             | Janelle Monáe                                                                     | nominace  |
| Black Reel Awards                            | 16. února 2016     | Nejlepší obsazení                             | Skrytá čísla                                                                      | nominace  |
| Black Reel Awards                            | 16. února 2016     | Objev roku – herečka                          | Janelle Monáe                                                                     | vítězství |
| Black Reel Awards                            | 16. února 2016     | Nejlepší skladatel                            | Hans Zimmer, Pharrell Williams a Benjamin Wallfisch                               | nominace  |
| Black Reel Awards                            | 16. února 2016     | Nejlepší skladba                              | „Surrender“ – Pharrell Williams                                                   | nominace  |
| Casting Society of America                   | 19. ledna 2017     | Velký rozpočet – drama                        | Jackie Burch, Bonnie Grisan a Victoria Thomas                                     | vítězství |
| Cena Saturn                                  | 28. června 2017    | Nejlepší akční/dobrodružný film               | Skrytá čísla                                                                      | vítězství |
| Cena Saturn                                  | 28. června 2017    | Nejlepší ženský herecký výkon                 | Taraji P. Henson                                                                  | nominace  |
| Costume Designers Guild                      | 21. února 2017     | Excelence v periodickém film                  | Renee Ehrlich Kalfus                                                              | vítězství |
| Critics Choice Awards                        | 11. prosince 2016  | Nejlepší herečka ve vedlejší roli             | Janelle Monáe                                                                     | nominace  |
| Critics Choice Awards                        | 11. prosince 2016  | Nejlepší adaptovaný scénář                    | Allison Schroeder aTheodore Melfi                                                 | nominace  |
| Critics Choice Awards                        | 11. prosince 2016  | Nejlepší obsazení                             | Skrytá čísla                                                                      | nominace  |
| Denver Film Critics Society                  | 16. ledna 2017     | Nejlepší herečka ve vedlejší roli             | Octavia Spencerová                                                                | nominace  |
| Denver Film Critics Society                  | 16. ledna 2017     | Nejlepší adaptovaný scénář                    | Allison Schroeder a Theodore Melfi                                                | nominace  |
| Denver Film Critics Society                  | 16. ledna 2017     | Nejlepší skladatel                            | Hans Zimmer, Pharrell Williams a Benjamin Wallfisch                               | nominace  |
| Denver Film Critics Society                  | 16. ledna 2017     | Nejlepší píseň                                | „Running“                                                                         | nominace  |
| Detroit Film Critics Society                 | 19. prosince 2016  | Objev roku                                    | Mahershala Ali (také za Moonlight)                                                | nominace  |
| Filmová cena Britské akademie                | 12. února 2017     | Nejlepší adaptovaný scénář                    | Allison Schroeder a Theodore Melfi                                                | nominace  |
| Florida Film Critics Circle                  | 23. prosince 2016  | Nejlepších deset filmů roku 2016              | Skrytá čísla                                                                      | 9. místo  |
| Florida Film Critics Circle                  | 23. prosince 2016  | Nejlepší herečka ve vedlejší roli             | Octavia Spencerová                                                                | nominace  |
| Florida Film Critics Circle                  | 23. prosince 2016  | Nejlepší obsazení                             | Skrytá čísla                                                                      | nominace  |
| Heartland Film Festival                      | 20–30. října 2017  | Truly Moving Picture Award                    | Theodore Melfi, Levantine Films, Twentieth Century Fox                            | vítězství |
| Hollywood Film Awards                        | 6. listopadu 2016  | Nejlepší produkční design                     | Wynn Thomas                                                                       | vítězství |
| Hollywood Film Awards                        | 6. listopadu 2016  | Spotlight Award                               | Janelle Monáe                                                                     | vítězství |
| Hollywood Music in Media Awards              | 17. listopadu 2016 | Nejlepší píseň                                | „Running“ – Pharrell Williams                                                     | nominace  |
| Houston Film Critics Society                 | 6. ledna 2017      | Nejlepší herečka ve vedlejší roli             | Octavia Spencerová                                                                | nominace  |
| Houston Film Critics Society                 | 6. ledna 2017      | Nejlepší píseň                                | „Running“ – Pharrell Williams                                                     | nominace  |
| Hugo Awards                                  | 11. srpna 2017     | Nejlepší film – drama                         | Skrytá čísla                                                                      | nominace  |
| Chicago Film Critics Association             | 15. prosince 2016  | Nejlepší herečka ve vedlejší roli             | Janelle Monáe                                                                     | nominace  |
| Chicago Film Critics Association             | 15. prosince 2016  | Nejslibnější herec/herečka                    | Janelle Monáe (také za Moonlight)                                                 | nominace  |
| Location Managers Guild Awards               | 8. dubna 2017      | Nejlepší lokace pro periodický film           | We Hagan a Dan Gorman                                                             | vítězství |
| Mezinárodní filmový festival v Palm Springs  | 2. ledna 2017      | Nejlepší obsazení                             | Skrytá čísla                                                                      | vítězství |
| Mezinárodní filmový festival v Santa Barbaře | 3. února 2017      | Virtuosos Award                               | Janelle Monáe (také za Moonlight)                                                 | vítězství |
| MTV Movie & TV Awards                        | 7. května 2017     | Nejlepší herečka v hlavní roli                | Taraji P. Henson                                                                  | nominace  |
| MTV Movie & TV Awards                        | 7. května 2017     | Nejlepší hrdina                               | Taraji P. Henson                                                                  | vítězství |
| MTV Movie & TV Awards                        | 7. května 2017     | Nejlepší souboj proti systému                 | Skrytá čísla                                                                      | vítězství |
| NAACP Image Awards                           | 5. února 2017      | Nejlepší herečka v hlavní roli                | Taraji P. Henson                                                                  | vítězství |
| NAACP Image Awards                           | 5. února 2017      | Nejlepší film                                 | Skrytá čísla                                                                      | vítězství |
| NAACP Image Awards                           | 5. února 2017      | Nejlepší herečka ve vedlejší roli             | Octavia Spencerová                                                                | nominace  |
| NAACP Image Awards                           | 5. února 2017      | Nejlepší skladba                              | Skrytá čísla                                                                      | vítězství |
| National Board of Review                     | 4. ledna 2017      | Nejlepších deset filmů                        | Skrytá čísla                                                                      | vítězství |
| National Board of Review                     | 4. ledna 2017      | Nejlepší obsazení                             | Skrytá čísla                                                                      | vítězství |
| Online Film Critics Society                  | 3. ledna 2017      | Nejlepší herečka ve vedlejší roli             | Octavia Spencerová                                                                | nominace  |
| Oscar                                        | 26. února 2017     | Nejlepší film                                 | Skrytá čísla                                                                      | nominace  |
| Oscar                                        | 26. února 2017     | Nejlepší herečka ve vedlejší roli             | Octavia Spencerová                                                                | nominace  |
| Oscar                                        | 26. února 2017     | Nejlepší adaptovaný scénář                    | Allison Schroeder aTheodore Melfi                                                 | nominace  |
| Producers Guild of America                   | 28. ledna 2017     | Nejlepší producenti – film                    | Peter Chernin, Donna Gigliotti, Theodore Melfi, Jenno Topping a Pharrell Williams | nominace  |
| San Diego Film Critics Society               | 12. prosince 2016  | Nejlepší obsazení                             | Skrytá čísla                                                                      | 2. místo  |
| Satellite Awards                             | 19. února 2017     | Nejlepší film                                 | Skrytá čísla                                                                      | nominace  |
| Satellite Awards                             | 19. února 2017     | Nejlepší herečka v hlavní roli                | Taraji P. Henson                                                                  | nominace  |
| Satellite Awards                             | 19. února 2017     | Nejlepší herečka ve vedlejší roli             | Octavia Spencerová                                                                | nominace  |
| Satellite Awards                             | 19. února 2017     | Nejlepší adaptovaný scénář                    | Allison Schroeder a Theodore Melfi                                                | nominace  |
| Satellite Awards                             | 19. února 2017     | Nejlepší skladatel                            | Hans Zimmer, Pharrell Williams a Benjamin Wallfisch                               | nominace  |
| Satellite Awards                             | 19. února 2017     | Nejlepší původní píseň                        | „Running“ – Pharrell Williams                                                     | nominace  |
| Satellite Awards                             | 19. února 2017     | Nejlepší obsazení                             | Skrytá čísla                                                                      | vítězství |
| Screen Actors Guild Awards                   | 29. ledna 2017     | Nejlepší herečka ve vedlejší roli             | Octavia Spencerová                                                                | nominace  |
| Screen Actors Guild Awards                   | 29. ledna 2017     | Nejlepší obsazení                             | Skrytá čísla                                                                      | vítězství |
| USC Scripter Awards                          | 11. února 2017     | Nejlepší adaptovaný scénář                    | Allison Schroeder a Theodore Melfi                                                | nominace  |
| Women Film Critics Circle                    | 19. prosince 2016  | Nejlepší film o ženách                        | Skrytá čísla                                                                      | vítězství |
| Women Film Critics Circle                    | 19. prosince 2016  | Nejlepší herečka v hlavní roli                | Taraji P. Henson                                                                  | nominace  |
| Women Film Critics Circle                    | 19. prosince 2016  | Nejlepší ženská fotografie ve filmu           | Skrytá čísla                                                                      | vítězství |
| Women Film Critics Circle                    | 19. prosince 2016  | Nejlepší obsazení                             | Skrytá čísla                                                                      | vítězství |
| Women Film Critics Circle                    | 19. prosince 2016  | Ocenění Josephine Baker                       | Skrytá čísla                                                                      | vítězství |
| Women Film Critics Circle                    | 19. prosince 2016  | Ocenění Karen Morley                          | Skrytá čísla                                                                      | vítězství |
| Women Film Critics Circle                    | 19. prosince 2016  | Ocenění Neviditelné ženy                      | Skrytá čísla                                                                      | vítězství |
| Women Film Critics Circle                    | 19. prosince 2016  | Nejlepší zobrazení rovnosti mezi pohlavími    | Skrytá čísla                                                                      | nominace  |
| Women Film Critics Circle                    | 19. prosince 2016  | Nejlepší rodinný film                         | Skrytá čísla                                                                      | nominace  |
| Writers Guild of America Awards              | 19. února 2017     | Nejlepší adaptovaný scénář                    | Allison Schroeder a Theodore Melfi                                                | nominace  |
| Zlatý glóbus                                 | 8. ledna 2017      | Nejlepší herečka ve vedlejší roli             | Octavia Spencerová                                                                | nominace  |
| Zlatý glóbus                                 | 8. ledna 2017      | Nejlepší skladatel                            | Hans Zimmer, Pharrell Williams a Benjamin Wallfisch                               | nominace  |